# Herb gminy Siennica Różana
Herb gminy Siennica Różana – symbol gminy Siennica Różana.

## Wygląd i symbolika
Herb przedstawia na tarczy w polu błękitnym wspiętego, srebrnego jednorożca. Jest to godło z herbu Bończa, którego przedstawiciele po osiedleniu się na terenach gminy przyjęli nazwisko Siennickich.